# 樂頎
樂頎（?—?），中国春秋时期鲁国大夫，樂氏。

## 生平
前498年（鲁定公十二年），三桓堕三都，季氏将堕毁费邑，公山不狃、叔孙辄率费邑人攻击鲁都曲阜。鲁定公与季孙斯、仲孙何忌、叔孙州仇入于季氏之宫，登季武子之台。费人攻季武子之台，没有攻克，有人入及公之台侧。孔子命申句須、乐颀讨伐费邑人，费邑人败北。鲁国的国人追击，在姑蔑失败。

## 文学形象
《东周列国志》第七十八回，除了称樂頎参与抵挡公山不狃之外，还说鲁定公十年（前500年），鲁国与齐国夹谷之会，孔子安排樂頎率军保护鲁定公，使齐景公和齐国大夫黎鉏不敢劫持鲁定公。